# Método de Patterson
Se conoce como método de Patterson a una forma de determinar la estructura cristalina de una molécula basada en las propiedades de una función matemática que permite determinar las distancias interatómicas directamente a partir de los valores de la intensidad medidos en los experimentos de cristalografía de rayos X. Fue desarrollado por Arthur Lindo Patterson en 1934.

## Descripción del método

### El problema de las fases
La estructura de una molécula cristalina se obtiene a partir del factor de estructura, una función que describe la dispersión de un haz de rayos X por los átomos de la molécula en estado cristalino. El factor de estructura se puede expresar como:
{\displaystyle F(\mathbf {h} )=\sum _{j=1}^{n}f_{j}\mathrm {e} ^{-2i\pi \mathbf {h} \cdot \mathbf {r} _{j}}}
donde {\displaystyle \mathbf {h} } es el vector de difracción, con componentes {\displaystyle (h,k,l)}; {\displaystyle \mathbf {r} _{j}} y {\displaystyle f_{j}} son el vector de posición y el factor de dispersión atómica respectivamente del átomo {\displaystyle j}. La densidad electrónica {\displaystyle \rho (\mathbf {r} )}, con máximos centrados en los átomos que conforman la molécula, es la transformada de Fourier del factor de estructura:
{\displaystyle \rho (\mathbf {r} )={\frac {1}{V}}\sum \limits _{\mathbf {h} }|F(\mathbf {h} )|\mathrm {e} ^{-2\pi i(\mathbf {h} \cdot \mathbf {r} )}}
Mientras que el módulo del factor de estructura {\displaystyle |F(\mathbf {h} )|} se puede calcular a partir de la intensidad de la reflexión {\displaystyle (h,k,l)}, obtenida a partir de los datos experimentales, la fase {\displaystyle -2\pi (\mathbf {h} \cdot \mathbf {r} )}  no se puede determinar directamente.

### La función de Patterson
La función de Patterson {\displaystyle P(\mathbf {u} )} se define como la función de autocorrelación de la densidad electrónica:
{\displaystyle P=\rho (\mathbf {r} )*\rho (\mathbf {-r} )}
El método de Patterson se basa en el teorema de convolución, según el cual la transformada de Fourier de una convolución de funciones es igual al producto de la transformada de cada función, por lo que la transformada Fourier de la autocorrelación de la densidad electrónica es simplemente el
el producto del factor de estructura {\displaystyle F(\mathbf {h} )=|F(\mathbf {h} )|\mathrm {e} ^{-2\pi i(\mathbf {h} \cdot \mathbf {r} )}} con sus conjugados {\displaystyle F^{*}(\mathbf {h} )=|F(\mathbf {h} )|\mathrm {e} ^{2\pi i(\mathbf {h} \cdot \mathbf {r} )}}; este producto es una función de {\displaystyle |F(\mathbf {h} )|^{2}} evaluada en cada punto {\displaystyle \mathbf {u} } de la celda unidad, que depende solo de las intensidades medidas y no de las fases de los factores de estructura:
{\displaystyle P(\mathbf {u} )={\frac {1}{V}}\sum _{\mathbf {h} }|F(\mathbf {h} )|^{2}\mathrm {e} ^{-2i\pi \mathbf {h} \cdot \mathbf {u} }}

### Propiedades y aplicaciones

Construcción de la función de Patterson (a la derecha) correspondiente a la celda unidad con una molécula de tres átomos idénticos (a la izquierda). El mapa correspondiente se puede considerar como la suma de las imágenes de la molécula obtenidas al colocar sucesivamente cada uno de sus átomos en el origen. El tamaño superior del máximo en el origen se debe a que es la suma de la contribución de cada uno de los átomos.

Los máximos de la función de Patterson en el espacio real se obtienen mediante la convolución de las densidades de electrones alrededor de cada par de átomos y su valor depende de la cantidad de electrones presentes. La posición de los máximos se corresponden con los vectores entre los átomos en la estructura, centrados en el origen de la red cristalina. La función de Petterson es centrosimétrica, puesto que el vector entre el átomo A y el átomo B es de signo contrario al cventor entre el átomo B y el átomo A.
Aunque es posible obtener la estructura de moléculas con pocos átomos directamente a partir de la deconvolución de la función de Patterson, el número de máximos aumenta rápidamente con el número de átomos: en una molécula con {\displaystyle n} átomos existen {\displaystyle n^{2}} vectores interatómicos, aunque {\displaystyle n} de entre ellos, correspondientes a los vectores entre cada átomo y sí mismo, están concentrados en el origen; esto limita la utilidad del método para la determinación de la estructura de macromoléculas, como las proteínas, compuestas de un número elevado de átomos de similar tamaño, para las que la función de Patterson consiste en una multitud de picos con poco contraste entre ellos.
Cuando la molécula de interés contiene algunos  átomos «pesados», con un número atómico elevado, la función de Patterson presenta  máximos pronunciados para los vectores entre estos átomos, lo que permite obtener su posición. Esta información se puede utilizar para la determinación de las fases por otros métodos, como el remplazamiento isomorfo y la dispersión anómala simple o múltiple. La función de Patterson también se emplea para determinar la orientación de la molécula a partir de otra molécula similar de estructura conocido en el método de reemplazamiento molecular.

### Secciones de Harker
La función de Patterson presenta máximos para el vector {\displaystyle \mathbf {u} =(x_{j}-x_{i},y_{j}-y_{i},z_{j}-z_{i})} entre el par de átomos {\displaystyle j} e {\displaystyle i}. La identificación de los máximos de la función permite hallar las coordenadas atómicas directamente. Para facilitar esta tarea, la búsqueda de máximos se concentra en las llamadas «secciones de Harker», donde aparecen todos los vectores entre átomos relacionados por una elemento de simetría de la red cristalina. Por ejemplo, si dos moléculas en la celda unidad están relacionadas por la operación {\displaystyle (-x,y+1/2,-z)}, la sección de Harker {\displaystyle \mathbf {u} =(u_{1},1/2,u_{3})} contendrá vectores interatómicos de los que se pueden derivar las coordenadas {\displaystyle x=u_{1}/2,y=1/2,z=u_{3}/2}.